# Sengai Gibon
Sengai Gibon (Mino, 1750 – Fukuoka, 1837) è stato un monaco buddhista giapponese, appartenente alla setta Rinzai.

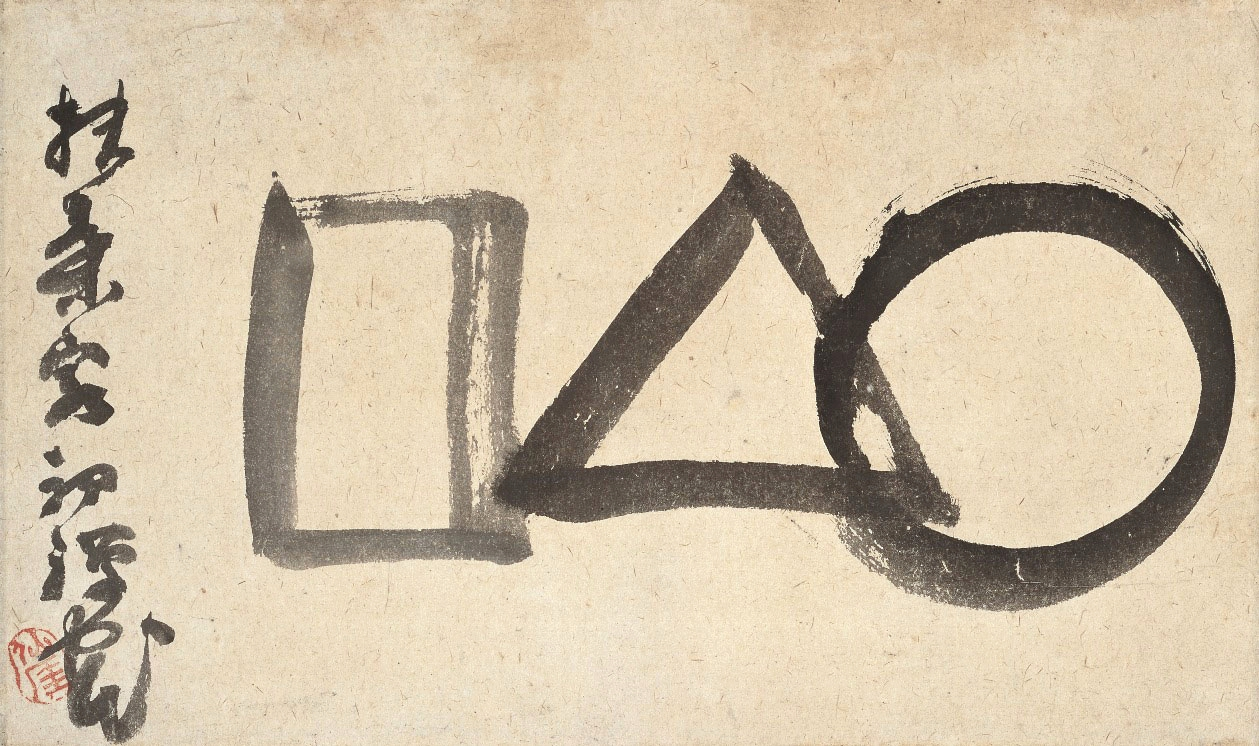
L'Universo

Era noto per i suoi controversi scritti e insegnamenti, così come per i suoi vivaci dipinti in realizzati secondo lo stile Sumi-e.
Dopo aver trascorso metà della sua vita a Nagata vicino a Yokohama, egli si rifugia nello Shōfuku-ji di Fukuoka, il primo Tempio Zen in Giappone, dove passerà il resto della sua vita.
Se la setta Rinzai è particolarmente nota per l'estrema difficoltà dei propri insegnamenti, Sengai ha cercato di renderli accessibili al pubblico. 
Uno dei suoi celebri dipinti, noto come L'Universo, mostra un cerchio, un quadrato e un triangolo.